# La Lapa
La Lapa é um município da Espanha na comarca de Zafra-Río Bodión, província de Badajoz, comunidade autónoma da Estremadura, de área 8,1 km². Em 2021 tinha 277 habitantes (densidade: 34,2 hab./km²).

## Demografia
| Variação demográfica do município entre 1991 e 2004 | Variação demográfica do município entre 1991 e 2004 | Variação demográfica do município entre 1991 e 2004 | Variação demográfica do município entre 1991 e 2004 |
| --------------------------------------------------- | --------------------------------------------------- | --------------------------------------------------- | --------------------------------------------------- |
| 1991                                                | 1996                                                | 2001                                                | 2004                                                |
| 368                                                 | 352                                                 | 313                                                 | 310                                                 |